# Cocorăștii Mislii
Cocorăștii Mislii es una comuna ubicada en el distrito de Prahova, Rumania.

## Superficie
Posee una superficie de 34,39 kilómetros cuadrados.

## Demografía
Hasta 2021 la población era de 3000 habitantes, con una densidad de población de 87,23 habitantes por kilómetro cuadrado.